# ヤッコエイ
ヤッコエイ（奴鱏、Neotrygon yakkoei）は、アカエイ科に属するエイの一種。
体色は黒色に縁取られた白から青みがかった淡色斑がある。両眼間隔域に広がる特徴的な模様のため、本種を含むヤッコエイ属は、英語でMaskrayとも呼ばれる。最大体盤幅（Disc width）は約42cm。ペットとしてTaeniura lymmaと区別されずに取引されるが、ヤッコエイの方が大きく体盤が菱形であるのに対し、T. lymmaは色彩が鮮やかで体盤が丸いことで区別できる。寿命は最大18年と推定される。餌は魚介類。天敵はシュモクザメやシャチ。主に東南アジアや台湾、日本では日本海、太平洋沿岸、島嶼域で見られる。様々な寄生虫が知られている。

## 分類
これまで，日本産のヤッコエイとされていたものは同属のNeotrygon kuhliiやNeotrygon orientalisであるとされていたが，それらとは，形態的・遺伝的に異なるとされた．また，台湾から南シナ海に分布するNeotrygon varidensとも形態的・遺伝的に異なることが明らかとなった．日本をタイプ産地とする名義種は知られていなかったため，本種は新種となった．

## 分布
現在のところ，日本のみに生息するとされており，北海道から八重山諸島まで記録がある。

## 形態

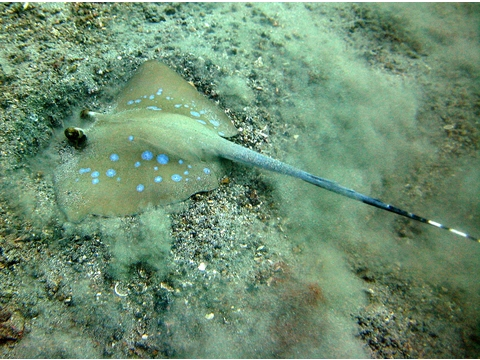
尾には白黒の縞模様がある。

体盤は直径約42cm、長さ70cmになる。体色は、背面は暗緑色で青い斑点が散らばり、腹面は白である。吻は短く、体盤に沿って緩く尖る。明るい体色は警告色として機能する。尾長は体盤の約2倍で基部に2本の毒棘があり、その内1本は大きい。眼は明るい黄色で、周囲を見渡せるような位置にある。噴水孔は眼のすぐ後ろ。

## 生態

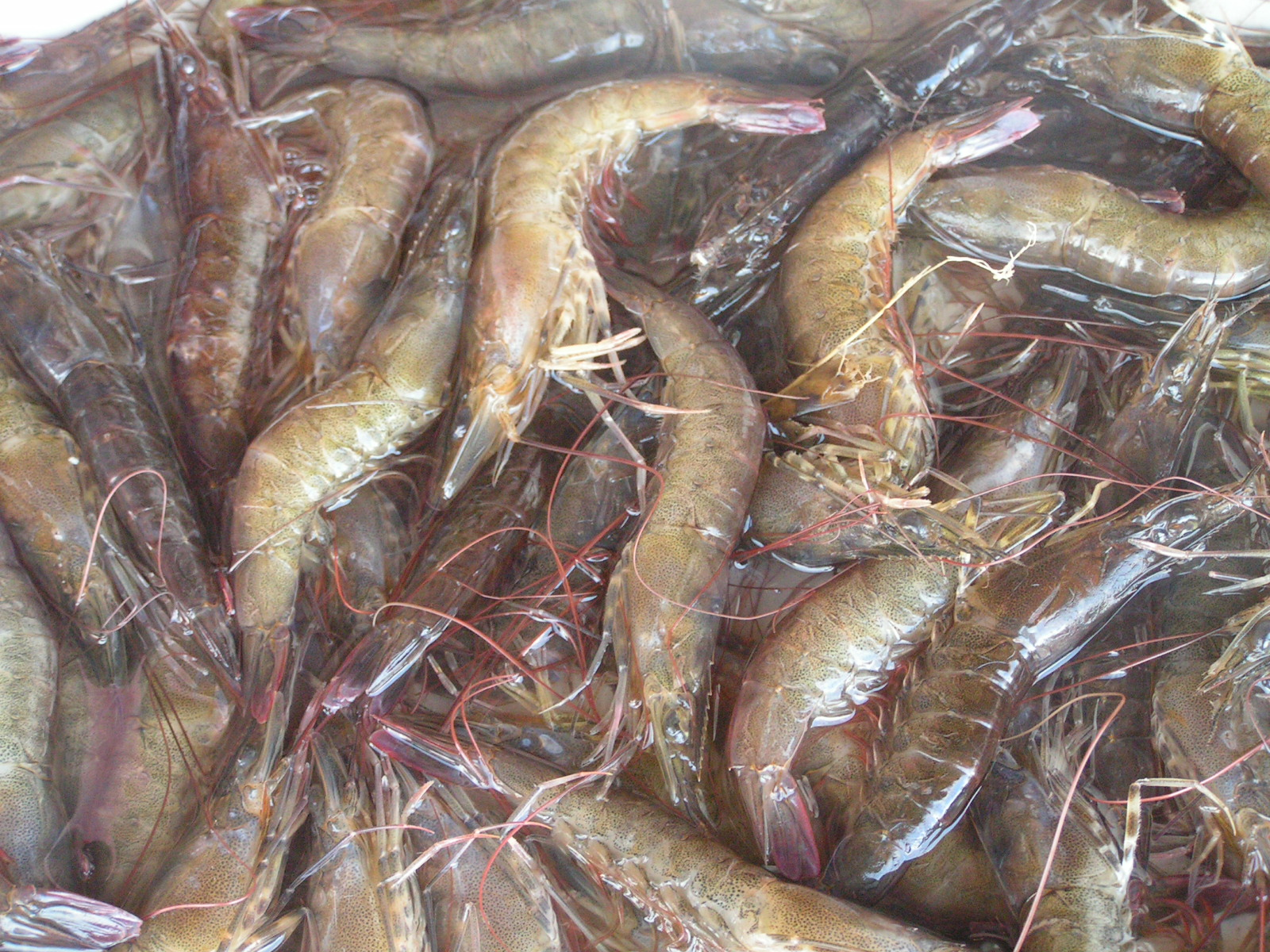
エビが主な餌。

単独か小さな群れで生活する。多くの底生エイは砂に潜る習性を持つが、この種は捕食者から隠れる時を除いてそのような行動を行わない。
浅瀬で摂食するため餌の多様性は乏しいが、甲殻類・小魚・貝・多毛類などを食べる。獲物を鰭で押さえ込む行動が知られる。歯は餌を噛み潰す歯板に変化している。
無胎盤性胎生。胚は母体から分泌される子宮乳によって育つ。産仔数7で稚魚は15-33cm。染色体は32対。

### 捕食者

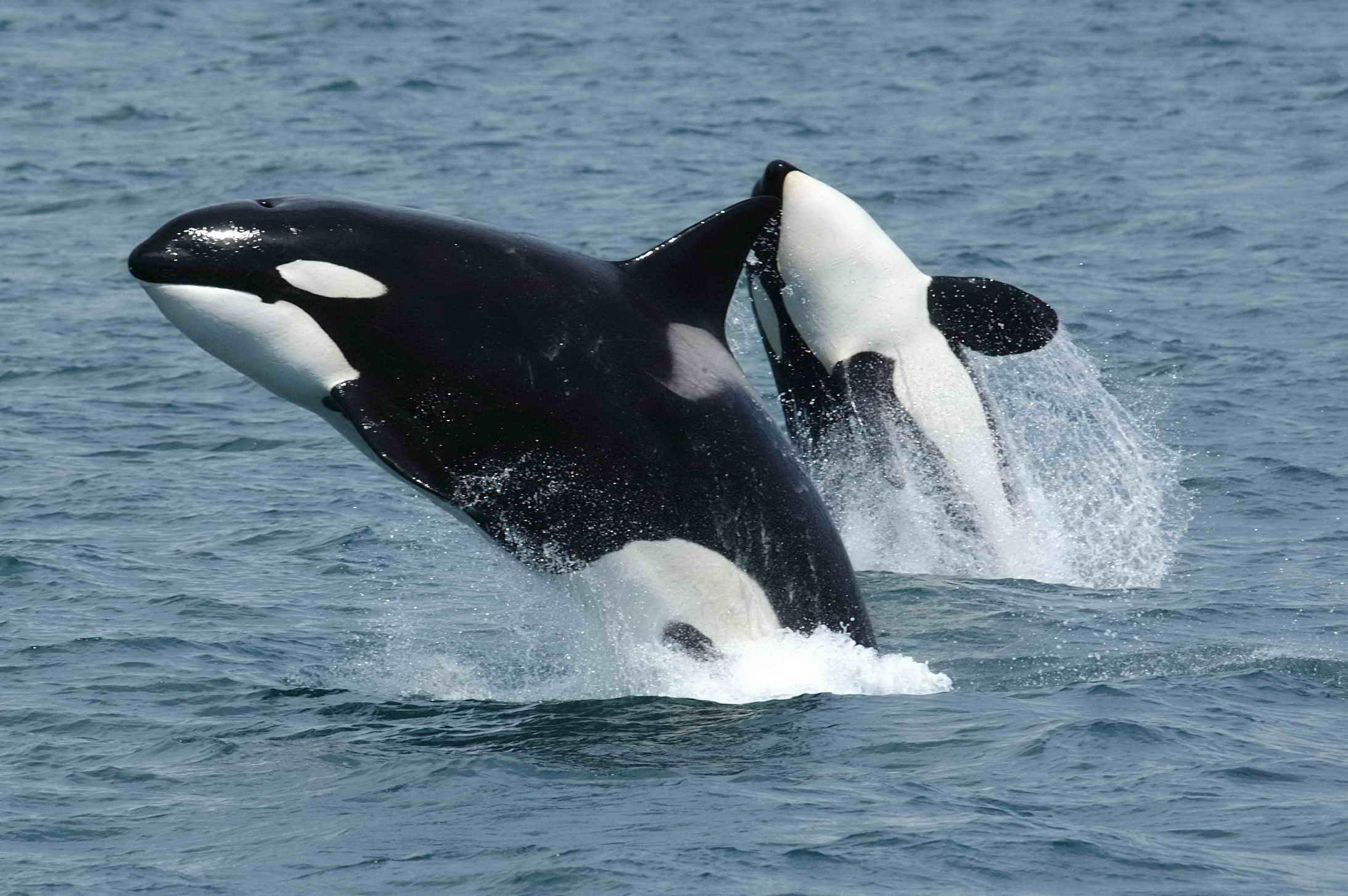
シャチは天敵の一つ

毒棘と警告色のため多くの生物は捕食を避けるが、シュモクザメは天敵の一つ。シャチも天敵で、特に若魚を好む。シュモクザメはエイが弱るまで頭で海底に押さえつける。シャチは砂中に隠れたエイを掘り起こし、空中に放り投げる。さらに、裏向きにされたエイは擬死状態になるため、シャチはエイに噛み付いてひっくり返し、エイの抵抗を防ぐ。

### 寄生虫
様々な寄生虫が報告されている。
| 綱     | 科                | 学名 |
| ------ | ----------------- | --- |
| 条虫   | Cephalobothriidae | Cephalobothrium longisegmentum ・Tylocephalum kuhli                                                                             |
| 条虫   | Mixodigmatidae    | Trygonicola macroporus |
| 条虫   | Onchobothriidae   | Acanthobothrium bengalens ・Acanthobothrium confusum ・Acanthobothrium herdmani ・Acanthobothrium pingtanensis                  |
| 条虫   | Phyllobothriidae  | Echeneibothrium trygonis ・Phyllobothrium ptychocephalum ・Rhinebothrium shipleyi ・Scalithrium shipleyi ・Scalithrium trygonis |
| 単生虫 | Monocotylidae     | Dendromonocotyle kuhlii ・Heterocotyle chinensis ・Monocotyle kuhlii ・Monocotyle tritestis                                     |
| 吸虫   | Bucephalidae      | Prosorhynchus clavatum |
| 吸虫   | Didymozoidae      | Didymozoid larva |

## 人との関わり
観賞魚として取引されるが、性成熟時には一般的な家庭用水槽で扱えるサイズを超える。肉は地域市場で燻製・塩漬け・干物などの形で利用されるが、小さいため安価である。底引き網・三枚網・魚罠などで大量に漁獲されている。長さ約30cmの毒棘を持ち、毒液にはセロトニン・5'-ヌクレオチダーゼ・ホスホジエステラーゼが含まれる。

### 保護状況
ジャワ海ではトロール漁やかけまわし漁で大量に漁獲されている。漁獲されるサメ・エイのうち2番目に重要な種であり、2006-2007年には1艘あたり約700kg漁獲されていた。